# 지리 토후국
지리 토후국(베르베르어: ⵉⵣⵉⵔⵉⴻⵏ, 아랍어: زيريون)은 현재의 알제리에 존재했던 산하자 베르베르인 왕조로, 마그레브 중부 지역을 972년부터 1014년, 이프리키야 (마그레브 동부) 지역을 972년부터 1148년까지 통치하였다.
지리드 왕족들은 지리 이븐 마나드의 후손으로, 파티마 왕조를 통치했던 아미르들이기도 하였다. 이들은 점차 파티마 왕조에서 자치권을 얻어내며, 11세기 중반에 이르러서는 파티마 왕조와 완전히 분리하였다. 그들은 이후 권력을 자손들에게 세습하며, 독립적인 왕조를 구성하였다. 이들은 중세 당시 마그레브 지역에서 사상 최초의 베르베르인 왕조였다. 이들은 마그레브 역사에서 베르베르인 왕조를 최초로 시작하여, 이후 무라비트 왕조, 무와히드 칼리파조, 마린 왕조, 그리고 하프스 왕조 등의 베르베르 왕조들의 출현에 큰 영향을 끼쳤다.

## 내용주
1. 1 2 3  “Zirid Dynasty | Muslim dynasty”. 《Encyclopædia Britannica》. 2020년 2월 29일에 원본 문서에서 보존된 문서. 2016년 11월 27일에 확인함.
2. 1 2  Julien, Charles-André (1994년 1월 1일). 《Histoire de l'Afrique du Nord: des origines à 1830》 (프랑스어). Payot. 295쪽.
3. ↑  Idris H. Roger, L'invasion hilālienne et ses conséquences, in: Cahiers de civilisation médiévale (43), Jul.-Sep. 1968, pp.353-369.
4. ↑  “Qantara - Les Zirides et les Hammadides (972-1152)”. 《www.qantara-med.org》. 2016년 3월 3일에 원본 문서에서 보존된 문서. 2016년 11월 27일에 확인함.
5. ↑  Hrbek, Ivan; Africa, Unesco International Scientific Committee for the Drafting of a General History of (1992년 1월 1일). 《Africa from the Seventh to the Eleventh Century》 (영어). J. Currey. 172쪽. ISBN 9780852550939.